# Puente de Monistrol
El puente de Monistrol o puente sobre el Llobregat es un puente gótico que cruza el río Llobregat en la localidad de Monistrol de Montserrat (Cataluña, España).
En 1931 fue declarado Monumento histórico-artístico,
por lo que es Bien de Interés Cultural con categoría de Monumento.

## Historia
El puente de Monistrol, sobre el río Llobregat, fue construido en 1317 por disposición de Bernat Esquerrer, prior del monasterio de Montserrat. Su propósito era conectar las dos partes del pueblo, a fin de facilitar las peregrinaciones al santuario. En el siglo XVIII fue transformado para soportar el paso de carruajes. El puente fue restaurado después de los desperfectos sufridos durante la guerra civil española.

## Descripción
El puente cuenta con cuatro arcos de medio punto, uno de ellos tapiado, que descansan sobre pilares con tajamares. Ha sido aplanado y ensanchado en superficie para permitir el tráfico rodado. Después de la guerra civil española, los arcos centrales fueron reedificados como arcos de medio punto, con la rosca formada por piedras bien escuadradas. El arco central tiene 37 metros de luz (récord de Cataluña) y 25 metros de flecha.